# Bassin du Turkana

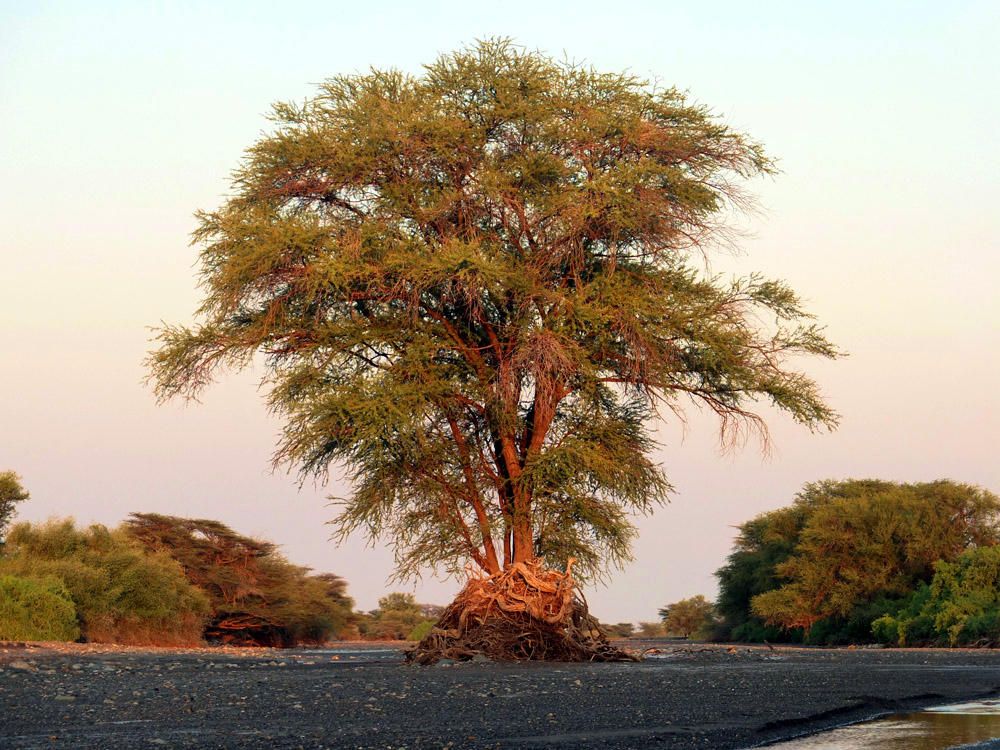
Un acacia près de la rivière Kokiselei, dans le nord du Kenya.

Le bassin du Turkana (parfois bassin de l'Omo-Turkana) en Afrique de l'Est, situé pour l'essentiel dans le nord du Kenya et le sud de l'Éthiopie, avec quelques petites parties dans l'est de l'Ouganda et le sud-est du Soudan du Sud, est un grand bassin versant endoréique (sans exutoire), centré sur le rift de Gregory. Son point le plus bas est le lac Turkana, endoréique et saumâtre. Le rift est une zone de haute productivité écologique.
Une définition restreinte de « bassin du Turkana », largement répandue, désigne le lac et son environnement, limités au rift de Gregory en Éthiopie et au Kenya, incluant la basse vallée de l'Omo en Éthiopie. Le bassin, dans sa définition restreinte, est une zone de subsidence qui recèle la collection de fossiles du Plio-Pléistocène la plus complète, continue et précisément datée de notre planète, avec quelques fossiles remontant jusqu'au Crétacé. Les sites fossilifères les plus importants sont Lothagam, Allia Bay et Koobi Fora.

## Géographie
Le lac Turkana est au centre du bassin, flanqué à l'est par le désert de Chalbi, la plaine de Lotakipi au nord, la région de Karasuk et celle de Samburu au sud. On trouve en ces endroits des déserts herbeux et arborés et des plaines ouvertes avec des peuplements isolé d'acacias. Le seul cours d'eau permanent est l'Omo, qui coule en Éthiopie dans la partie nord du bassin et qui se déverse dans le lac, lui fournissant 98 % de ses apports en eau. Les deux principaux cours d'eau intermittents, qui fournissent au lac les 2 % restants, sont la Turkwel et le Kerio, qui coulent au Kenya dans la partie occidentale. Le bassin est, pour l'essentiel, composé de zones arides voire de déserts ; seules font exception la vallée de l'Omo et celle de son affluent, la Ghibie, au nord.
Les villes d'importances sont Lokitaung, Kakuma, Lodwar, Lorogumu, Ileret et Kargi. Le peuple Turkana habite dans l'ouest du bassin, les Samburu et les Pokot dans le sud, les Nyangatom, les Dassanetch et les Borana dans le nord et l'est.

## Géologie

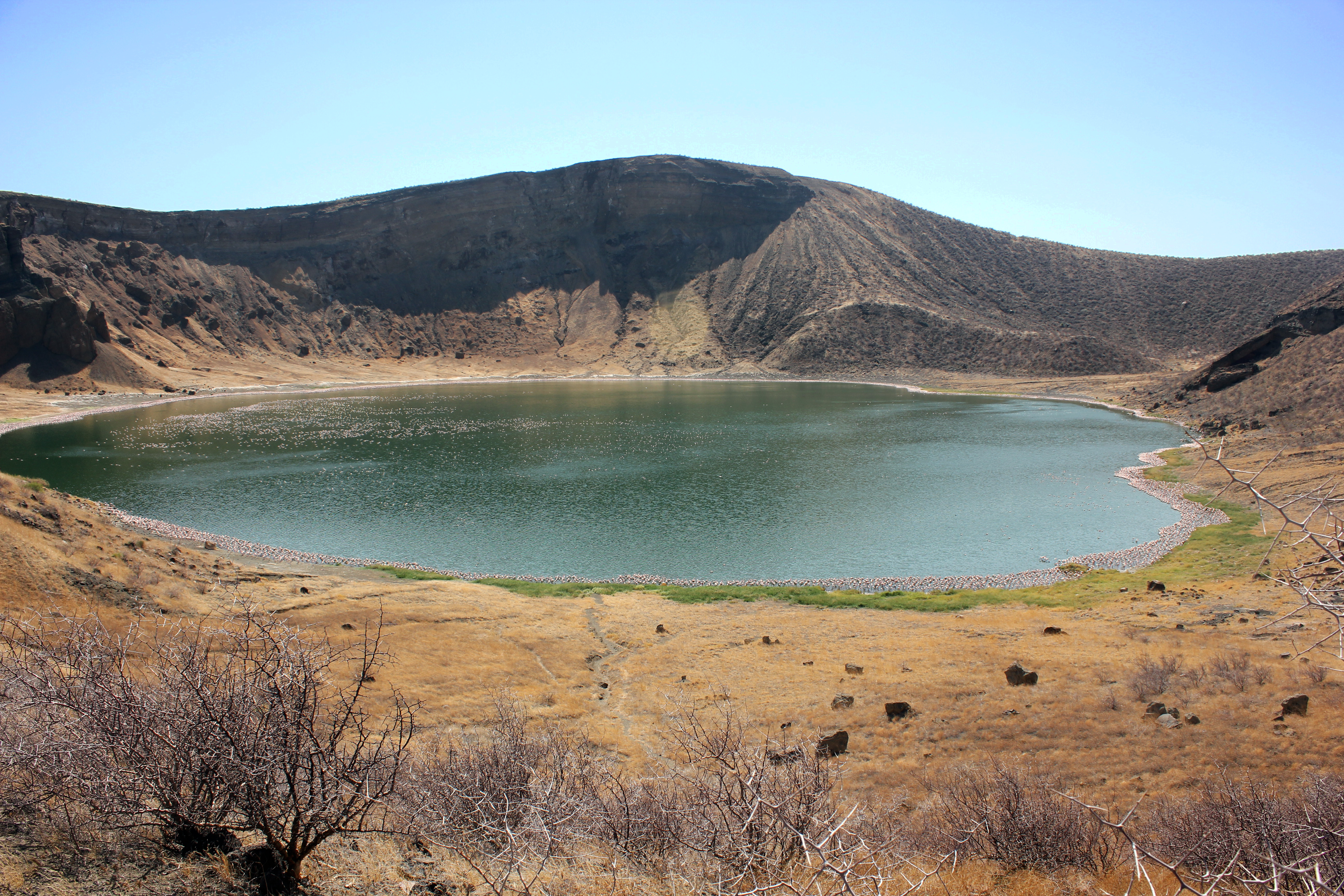
Lac des Flamants sur l'île centrale du lac Turkana en janvier 2014.

Les plus anciens dépôts sédimentaires remontent au Crétacé, y compris ce qu'on appelait officieusement les Turkana grits tel le grès de Lapurr ; ils sont dominés par des séquences fluviales orientées vers l'est et se déversant dans l'océan Indien. Les formations ultérieures, de l'Oligocène et du Miocène, sont caractérisées par un régime fluvial analogue ce qui ne fait néanmoins pas de l'ensemble une unité stratigraphique,. Il y a environ 4,2 Ma, la région connaît un épisode volcanique d'ampleur associé au basalte de Gombe, dans la formation géologique de Koobi Fora à l'est et au basalte de Lothagam, plus au sud. Cela crée un lac au centre du bassin, et l'actuel système continu de déposition sédimentaire se met en place.
Les dépôts sédimentaires du bassin sont essentiellement dus au phénomène de subsidence résultant de l'éloignement de la plaque somalienne et de la plaque nubienne, lequel crée une série de horsts et de grabens, et le dépôt de sédiments à raison d'environ un kilomètres d'épaisseur par million d'années. Les témoins sédimentaires, qui deviennent plus rares et discontinus à mesure que l'on s'éloigne du centre, suggèrent que le bassin a alterné entre des régimes fluviaux et lacustres tout au long du Plio-Pléistocène, principalement en raison d'une activité volcanique continue, d'abord à l'est, puis au sud de la zone.

## Témoins de l'évolution biologique
Les fossiles du bassin ont contribué à établir la majeure partie de ce que nous savons concernant l'évolution de la faune au Néogène et au Quaternaire. À l'instar d'autres régions de la planète, la crise de salinité messinienne qui marque la fin du Miocène et la tendance globale au refroidissement du Néogène influencent les assemblages de fossiles du bassin du Turkana, du fait des migrations animales et des phénomènes de spéciation. Les feuilles fossilisées, caractéristiques de conditions mésiques, la composition de la faune et le développement des plantes à fixation du carbone en C4 et de celles adaptées aux conditions plus arides, qui contribuent à l'absorption de carbone par les herbivores, témoignent que la période du Miocène est sans doute plus luxuriante que celle du Pliocène. Certains herbivores, tels les chevaux, profitent rapidement de l'extension des plaines composées de plantes à fixation du carbone en C4 (des savanes), tandis que d'autres herbivores évoluent plus lentement, ou développent différentes réponses à l'aridification des milieux et habitats.
Les études sur l'évolution biologique menées dans le bassin du Turkana ont mis en évidence ce qui pourrait être des étapes importantes de renouvellement de la faune après le Miocène, plus particulièrement à la fin du Pliocène et au début du Pléistocène,, mais des études ultérieures suggèrent des changements plus graduels dans la composition des communautés d'herbivores tout au long de cette période. L'une des raisons de l'intérêt porté à la période de la fin du Pliocène et du début du Pléistocène est l'abondante littérature sur les restes fossiles d'hominidés montrant une apparente radiation évolutive à partir de ce moment. Les anciennes espèces d'hominidés étaient considérées comme faisant partie d'une lignée anagène en évolution constante, tandis que les hominidés sont devenus plus divers en Afrique de l'Est il y a 2,5 millions d'années, avec de nombreuses espèces d'australopithèques et des ancêtres humains précoces trouvés d'abord dans le bassin du Turkana, puis également en Afrique du Sud. Quoi qu'il en soit, c'est dans le bassin du Turkana que l'on trouve les plus anciennes preuves de l'utilisation d'outils en pierre par les ancêtres des humains.